# 田尻健
田尻 健（たじり けん、1993年6月11日 - ）は、大阪府箕面市出身のプロサッカー選手。Jリーグ・AC長野パルセイロ所属。ポジションはゴールキーパー。

## 来歴
箕面市出身。小学生の頃からガンバ大阪の下部組織で育った生粋のガンバっ子。小学生時代は選手登録は地元・箕面市のTSK粟生SCで、スクールとしてガンバ大阪ジュニアに通っていた。TSK粟生SCの先輩には、所属期間は被ってないもののガンバ大阪の先輩でもある下平匠がいる。ガンバ大阪ジュニアユース、ガンバ大阪ユースと順当に昇格し、ユースチームでは2年次から正GKとして活躍した。高校時代から各年代の日本代表にも招集されている。
2012年よりガンバ大阪のトップチームに昇格することが内定した（同期昇格は西野貴治、稲森克尚）。2016年はガンバ大阪のU-23チームが新設され、主力選手としてJ3リーグに13試合出場した。
2017年3月19日、J1第4節の浦和レッズ戦ではスタメン出場していた藤ヶ谷陽介のアクシデントで途中出場からトップチームデビューを果たした。6月4日、ツエーゲン金沢に育成型期限付きで移籍することが発表された。
2018年には正GK白井裕人が負傷したため、開幕戦を含む9試合でゴールを守る。しかし白井の復帰後は再び控えに回り、レギュラーの座を掴むには至らなかった。それでもJ2リーグ戦に加えて天皇杯にも初出場するなど多くの経験を積むシーズンとなった。
2019年1月、ガンバ大阪にレンタルから復帰を果たす。
しかしJ3がメインとなり、J1での出番は無かった。
2020年、ガイナーレ鳥取に完全移籍加入。リーグ全34試合先発フル出場した。シーズン最終戦の第34節ではこの試合で引退するフェルナンジーニョのゴールをアシストしている。これが田尻にとってはプロ初アシストであり、フェルナンジーニョにとってはプロ最後のゴールとなった。2022年シーズン終了後、契約満了により鳥取を退団。同年11月28日、カンセキスタジアムとちぎで行われたJリーグ合同トライアウトに出場した。
2023年、いわてグルージャ盛岡へ加入。
2024年、AC長野パルセイロへ移籍。

## プレースタイル・評価
上背はそれほどないが、クラブ育ちの技術と俊敏なセービングをみせる完成度の高いゴールキーパー。

## 所属クラブ
- 2000年 - 2005年 TSK粟生SC
- 2003年 - 2005年 ガンバ大阪ジュニア（箕面市立東小学校）
- 2006年 - 2008年 ガンバ大阪ジュニアユース（箕面市立第六中学校）
- 2009年 - 2011年 ガンバ大阪ユース（大阪府立北千里高等学校）
- 2012年 -  ガンバ大阪
  - 2014年 - 2015年  Jリーグ・アンダー22選抜
  - 2017年6月 - 2018年  ツエーゲン金沢（育成型期限付き移籍）
- 2020年 - 2022年  ガイナーレ鳥取
- 2023年  いわてグルージャ盛岡
- 2024年 -  AC長野パルセイロ

## 個人成績
| 国内大会個人成績 | 国内大会個人成績 | 国内大会個人成績 | 国内大会個人成績 | 国内大会個人成績 | 国内大会個人成績 | 国内大会個人成績 | 国内大会個人成績 | 国内大会個人成績 | 国内大会個人成績 | 国内大会個人成績 | 国内大会個人成績 |
| 年度             | クラブ           | 背番号           | リーグ           | リーグ戦         | リーグ戦         | リーグ杯         | リーグ杯         | オープン杯       | オープン杯       | 期間通算         | 期間通算         |
| 年度             | クラブ           | 背番号           | リーグ           | 出場             | 得点             | 出場             | 得点             | 出場             | 得点             | 出場             | 得点             |
| 日本             | 日本             | 日本             | 日本             | リーグ戦         | リーグ戦         | リーグ杯         | リーグ杯         | 天皇杯           | 天皇杯           | 期間通算         | 期間通算         |
| ---------------- | ---------------- | ---------------- | ---------------- | ---------------- | ---------------- | ---------------- | ---------------- | ---------------- | ---------------- | ---------------- | ---------------- |
| 2012             | G大阪            | 31               | J1               | 0                | 0                | 0                | 0                | 0                | 0                | 0                | 0                |
| 2013             | G大阪            | 31               | J2               | 0                | 0                | -                | -                | 0                | 0                | 0                | 0                |
| 2014             | G大阪            | 31               | J1               | 0                | 0                | 0                | 0                | 0                | 0                | 0                | 0                |
| 2015             | G大阪            | 16               | J1               | 0                | 0                | 0                | 0                | 0                | 0                | 0                | 0                |
| 2016             | G大阪            | 16               | J1               | 0                | 0                | 0                | 0                | 0                | 0                | 0                | 0                |
| 2017             | G大阪            | 16               | J1               | 1                | 0                | 0                | 0                | 0                | 0                | 1                | 0                |
| 2017             | 金沢             | 22               | J2               | 0                | 0                | -                | -                | 0                | 0                | 0                | 0                |
| 2018             | 金沢             | 22               | J2               | 9                | 0                | -                | -                | 1                | 0                | 10               | 0                |
| 2019             | G大阪            | 31               | J1               | 0                | 0                | 1                | 0                | 0                | 0                | 1                | 0                |
| 2020             | 鳥取             | 13               | J3               | 34               | 0                | -                | -                | -                | -                | 34               | 0                |
| 2021             | 鳥取             | 13               | J3               | 23               | 0                | -                | -                | 2                | 0                | 25               | 0                |
| 2022             | 鳥取             | 13               | J3               | 24               | 0                | -                | -                | 1                | 0                | 25               | 0                |
| 2023             | 岩手             | 31               | J3               | 0                | 0                | -                | -                | 0                | 0                | 0                | 0                |
| 2024             | 長野             | 1                | J3               | 7                | 0                | 1                | 0                | 0                | 0                | 8                | 0                |
| 2025             | 長野             | 1                | J3               |                  |                  |                  |                  |                  |                  |                  |                  |
| 通算             | 日本             | 日本             | J1               | 1                | 0                | 1                | 0                | 0                | 0                | 2                | 0                |
| 通算             | 日本             | 日本             | J2               | 9                | 0                | -                | -                | 1                | 0                | 10               | 0                |
| 通算             | 日本             | 日本             | J3               | 88               | 0                | 1                | 0                | 3                | 0                | 92               | 0                |
| 総通算           | 総通算           | 総通算           | 総通算           | 98               | 0                | 2                | 0                | 4                | 0                | 104              | 0                |

| 2014   | J-22   | -      | J3     | 4  | 0 | 4  | 0 |
| 2015   | J-22   | -      | J3     | 5  | 0 | 5  | 0 |
| 2016   | G大23  | 16     | J3     | 13 | 0 | 13 | 0 |
| 2019   | G大23  | 16     | J3     | 17 | 0 | 17 | 0 |
| 通算   | 日本   | 日本   | J3     | 39 | 0 | 39 | 0 |
| 総通算 | 総通算 | 総通算 | 総通算 | 39 | 0 | 39 | 0 |

| 国際大会個人成績 | 国際大会個人成績 | 国際大会個人成績 | 国際大会個人成績 | 国際大会個人成績 |
| 年度             | クラブ           | 背番号           | 出場             | 得点             |
| AFC              | AFC              | AFC              | ACL              | ACL              |
| ---------------- | ---------------- | ---------------- | ---------------- | ---------------- |
| 2012             | G大阪            | 31               | 0                | 0                |
| 2015             | G大阪            | 16               | 0                | 0                |
| 2016             | G大阪            | 16               | 0                | 0                |
| 通算             | AFC              | AFC              | 0                | 0                |

- Jリーグ初出場 - 2014年3月30日 J3第4節 vsブラウブリッツ秋田（秋田市八橋運動公園球技場）

## 代表歴
- U-16日本代表
  - 2008年 - AFC U-16選手権
- U-17日本代表
- U-18日本代表

## タイトル

### クラブ
ガンバ大阪ジュニアユース
- 高円宮杯全日本ユース選手権(U-15)：2回（2006年, 2007年）
- JFAプレミアカップ：1回（2007年）

ガンバ大阪ユース
- 高円宮杯 JFA U-18サッカープリンスリーグ関西2部：1回（2010年）

ガンバ大阪
- Jリーグ ディビジョン1：1回（2014年）
- Jリーグ ディビジョン2：1回（2013年）
- ナビスコカップ：1回（2014年）
- 天皇杯：2回（2014年、2015年）
- ゼロックススーパーカップ：1回（2015年）

ガイナーレ鳥取
- 鳥取県サッカー選手権大会：2回（2021年、2022年）

いわてグルージャ盛岡
- 岩手県サッカー選手権大会：1回（2023年）

AC長野パルセイロ
- 長野県サッカー選手権大会：1回（2024年）